# 容阿雷克河
42°13′15.60″N 75°44′29″E / 42.2210000°N 75.74139°E

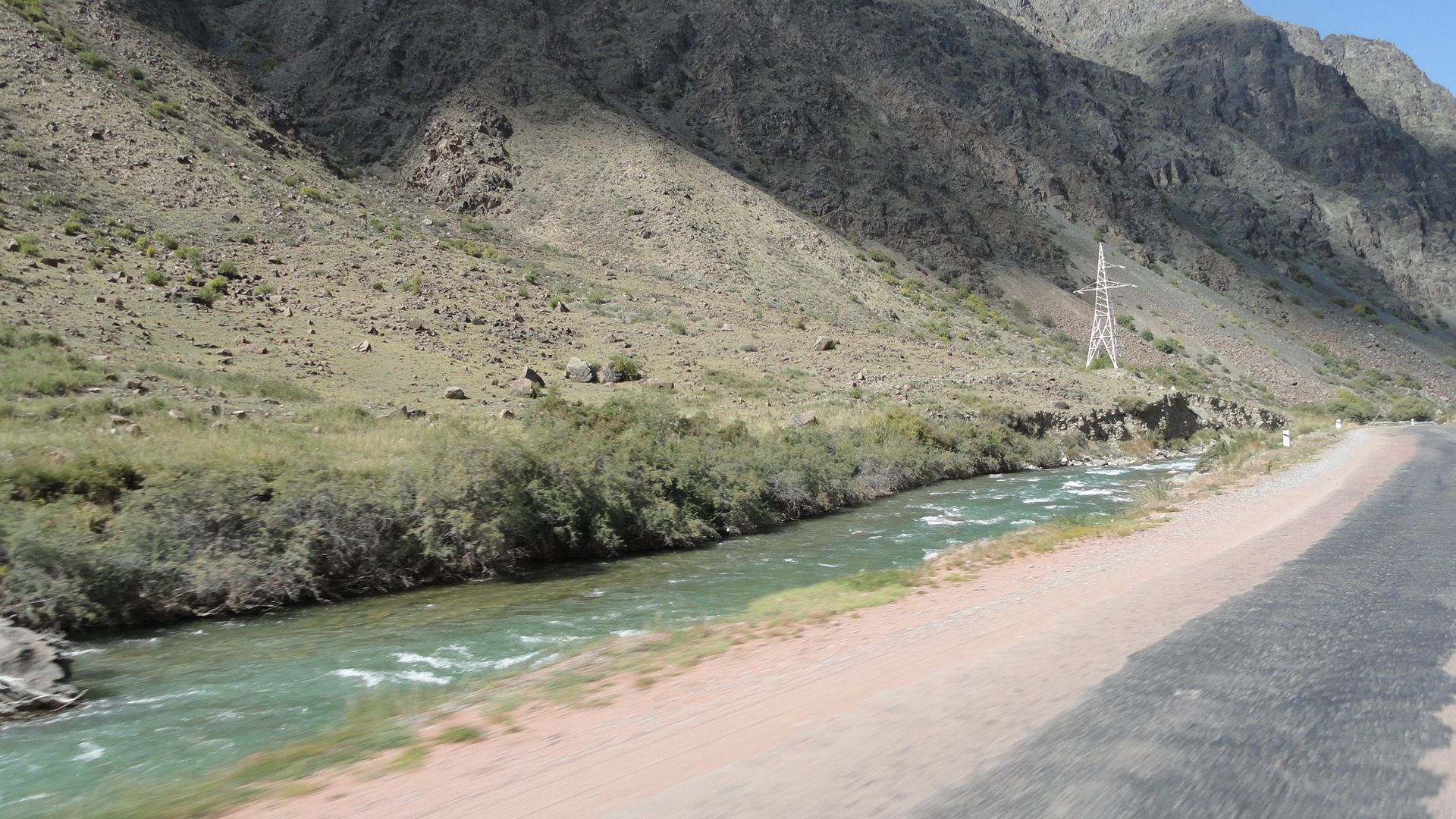

容阿雷克河是吉爾吉斯斯坦的河流，位於該國東部納倫州，流經科奇科爾區，與科赫科爾河匯流成為楚河，河道全長35公里，流域面積1,340平方公里。